# Xiurenbagrus
Xiurenbagrus är ett släkte av fiskar. Xiurenbagrus ingår i familjen Amblycipitidae.
Kladogram enligt Catalogue of Life:
| Xiurenbagrus | \| \| Xiurenbagrus gigas \| \| \| \| \| \| Xiurenbagrus xiurenensis \| \| \| \| |
|              | \| \| Xiurenbagrus gigas \| \| \| \| \| \| Xiurenbagrus xiurenensis \| \| \| \| |
|              | Amblyceps                                                                       |
|              |                                                                                 |
|              | Liobagrus                                                                       |
|              |                                                                                 |
|              | Nahangbagrus                                                                    |
|              |                                                                                 |
|              | Xiurenbagrus gigas                                                              |
|              |                                                                                 |
|              | Xiurenbagrus xiurenensis                                                        |
|              |                                                                                 |

|  | Xiurenbagrus gigas       |
|  |                          |
|  | Xiurenbagrus xiurenensis |
|  |                          |